# Wolfgang Vaerst
Wolfgang Vaerst (* 1. August 1931 in Essen; † 24. September 2015 in Frankfurt am Main) war ein deutscher Jurist, Verwaltungsbeamter und Rechtsanwalt. Von 1972 bis 1982 war er „Erster Präsident“ der Deutschen Bundesbahn.

## Werdegang
Vaerst legte 1952 das Abitur ab und studierte anschließend Volkswirtschaftslehre und Rechtswissenschaft an den Universitäten München und Köln. Am 30. Juni 1956 legte er das erste juristische Staatsexamen ab, nach dem Referendariat folgte am 20. November 1960 die Große juristische Staatsprüfung. Am 14. Juni 1961 wurde er mit dem Thema Das Abgeordnetenmandat in der Bundesrepublik zum Dr. iur. promoviert.
Ab 1. März 1961 arbeitete Vaerst als Finanzassessor in der Finanzverwaltung des Landes Nordrhein-Westfalen. Am 1. März 1963 wurde er Regierungsassessor und am 1. Juni 1964 Regierungsrat. Am 15. Juni 1965 schied er aus den Diensten des Landes aus, um als Geschäftsführer für den Bundesverband Werkverkehr e. V. zu arbeiten. Dort erhielt er das Angebot des Bundesverkehrsministers, zum 1. September 1968 die Leitung der Eisenbahnabteilung im Bundesverkehrsministerium zu übernehmen, ab 1969 als Ministerialdirektor.
Er hatte diese Stelle bis 1972 inne. Zeitweilig war er auch Präsident des Bundesverbands Verkehr, Wirtschaft und Logistik e. V. (BWVL). Am 13. Mai 1972 löste er Heinz Maria Oeftering als Erster Präsident der Deutschen Bundesbahn ab.
In seiner Amtszeit legte er unter anderem die Grundlagen des heutigen Fernverkehrs-Systems. So führte er beim InterCity die zweite Klasse und den Stundentakt ein. Auch stellte er die Weichen für den 1991 gestarteten ICE-Verkehr. So fällt auch der Baubeginn der ersten beiden deutschen Schnellfahrstrecken Hannover–Würzburg und Mannheim–Stuttgart in seine Amtszeit.
Als Bundesbahnpräsident gab er regelmäßig das Handbuch des Eisenbahnwesens heraus. Am 13. Mai 1982 folgte Reiner Gohlke Vaerst in diesem Amt nach.
Nach seinem Ausscheiden als Vorstandsvorsitzer war er als Rechtsanwalt weiter für die Bundesbahn tätig. Auch danach war er als Anwalt für eine Berliner Kanzlei tätig. Er war verheiratet, Mitglied der SPD, hatte drei Kinder (Andreas, Markus und Susanne) und lebte zuletzt in Frankfurt am Main. 
Vaerst gehörte 1974 zu den Überlebenden des Absturzes einer Boeing 747-100 der Lufthansa in Nairobi, gemeinsam mit weiteren Managern der damaligen  Deutschen Bundesbahn.

## Ehrungen
Vaerst war u. a. Ehrenpräsident der Unternehmensgruppe Ahaus-Alstätter Eisenbahn und des Verwaltungsrates der Eurofima. Er trug die Kuratoriumsauszeichnung der Deutschen Sporthilfe, der er seit 1974 als Kurator angehörte. Er wurde mit dem Bundesverdienstkreuz 1. Klasse des Verdienstordens der Bundesrepublik Deutschland (1982) und dem Großen Goldenen Ehrenzeichen mit dem Stern für Verdienste um die Republik Österreich (1983) ausgezeichnet.